# Mahara (Sri Lanka)
Pour les articles homonymes, voir Mahara.
Mahara est une ville du Sri Lanka, dans le district de Gampaha au nord-est de la capitale Colombo.